# Donji Moranjci
Donji Moranjci – wieś w Bośni i Hercegowinie, w Federacji Bośni i Hercegowiny, w kantonie tuzlańskim, w mieście Srebrenik. W 2013 roku liczyła 405 mieszkańców, z czego większość stanowili Boszniacy.